# Red Hat Linux
Red Hat Linux var en av de första versionerna av operativsystemet Linux och har betraktats som de facto standard för Linux av många programvaru- och maskinvaruföretag. Distributionen är numera ersatt av Red Hat Enterprise Linux. Parallellt med denna utger företaget Red Hat gratisdistributionen Fedora.
Den första versionen av Red Hat Linux släpptes 1994 och sedan dess har Red Hat ynglat av sig Mandrake Linux (numera Mandriva Linux), Yellow Dog Linux och ASPLinux .
Red Hats distributioner har varit och är bland de populäraste linuxdistributionerna. I motsats till en del andra kommersiella distributioner har Red Hats distributioner alltid varit fri programvara, också till de delar som utvecklats helt av Red Hat.

## Versionshistorik
- 1.0 "Mother's Day", 3 november 1994 (Linux 1.2.8)
- 1.1 "Mother's Day+0.1", 1 augusti 1995 (Linux 1.2.11)
- 2.0, 20 september 1995 (Linux 1.2.13-2)
- 2.1, 23 november 1995 (Linux 1.2.13)
- 3.0.3 "Picasso", 1 maj 1996 – Första version med stöd för DEC Alpha
- 4.0 "Colgate", 3 oktober 1996 (Linux 2.0.18) – Första version med stöd för SPARC
- 4.1 "Vanderbilt", 3 februari 1997 (Linux 2.0.27)
- 4.2 "Biltmore", 19 maj 1997 (Linux 2.0.30-2)
- 5.0 "Hurricane", 1 december 1997 (Linux 2.0.32-2)
- 5.1 "Manhattan", 22 maj 1998 (Linux 2.0.34-0.6)
- 5.2 "Apollo", 2 november 1998 (Linux 2.0.36-0.7)
- 6.0 "Hedwig", 26 april 1999 (Linux 2.2.5-15)
- 6.1 "Cartman", 4 oktober 1999 (Linux 2.2.12-20)
- 6.2 "Zoot", 3 april 2000 (Linux 2.2.14-5.0)
- 7 "Guinness", 25 september 2000 (Linux 2.2.16-22) – Versionen heter "7", inte "7.0"
- 7.1 "Seawolf", 16 april 2001 (Linux 2.4.2-2)
- 7.2 "Enigma", 22 oktober 2001 (Linux 2.4.7-10, Linux 2.4.9-21)
- 7.3 "Valhalla", 6 maj 2002 (Linux 2.4.18-3)
- 8.0 "Psyche", 30 september 2002 (Linux 2.4.18-14)
- 9 "Shrike", 31 mars 2003 (Linux 2.4.20-8) – Versionen heter "9", inte "9.0"